# Apicultura în județul Sălaj
În județul Sălaj există 41.500 de familii de albine deținute de 1.100 de apicultori, conform declarației președintelui Asociației Crescătorilor de Albine (ACA) Sălaj, Radu Malan.